# Le Gâvre
Le Gâvre (bretonsko Ar C'havr) je naselje in občina v francoskem departmaju Loire-Atlantique regije Loire. Leta 2012 je naselje imelo 1.677 prebivalcev.

## Geografija
Kraj leži v pokrajini Bretaniji 40 km jugozahodno od Châteaubrianta in 45 km severno od Nantesa.

## Uprava
Občina Le Gâvre skupaj s sosednjimi občinami Blain, Bouée, Bouvron, Campbon, La Chapelle-Launay, Cordemais, Lavau-sur-Loire, Malville, Prinquiau, Quilly, Saint-Étienne-de-Montluc, Savenay in Le Temple-de-Bretagne sestavlja kanton Blain; slednji se nahaja v okrožju Châteaubriant.

## Zanimivosti
- cerkev Notre-Dame du Gâvre iz sredine 15. stoletja, francoski zgodovinski spomenik od leta 1926,
- kapela sv. Magdalene d'Iff,
- muzejska hiša Benoist, Le Musée Benoist - Maison de la Forêt, zgrajena v letu 1648; gozd La Forêt domaniale du Gâvre.